# De leugen regeert (citaat)
De leugen regeert is een uitspraak van de toenmalige Nederlandse koningin Beatrix. Ze karakteriseerde met deze woorden de kwaliteit van de Nederlandse journalistiek. Het staatshoofd deed deze uitspraak op 27 november 1999 tijdens een gesprek met het Genootschap van Hoofdredacteuren.

## Citaat
Het citaat van koningin Beatrix werd voor het eerst gepubliceerd door NRC Handelsblad. Op 29 november 1999 verscheen in die krant een artikel waarin de journalisten Hans Nijenhuis en Margriet Oostveen zondigden tegen de heersende gewoonte om het staatshoofd nooit direct te citeren. In het artikel wordt verslag gedaan van een informeel gesprek dat de journalisten met de Koningin hadden tijdens een bijeenkomst ter gelegenheid van het 40-jarig bestaan van het Nederlands Genootschap van Hoofdredacteuren. Ook journalist Frénk van der Linden was bij het gesprekje aanwezig evenals Pieter Broertjes (hoofdredacteur de Volkskrant), en het hoofd van de Rijksvoorlichtingsdienst, Eef Brouwers.
Volgens het artikel was de koningin tijdens het gesprekje ongewoon openhartig. Op de vraag of haar mening over de Nederlandse pers wordt bepaald door de berichtgeving rond het koningshuis, zou de Koningin gezegd hebben dat dat niet zo was maar dat zij wel meende dat het niveau van de pers de laatste twintig jaar enorm was gedaald. Ze zou deze popularisering aan de toenemende invloed van de commercie geweten hebben en vatte volgens het artikel haar mening samen als: De leugen regeert.
In antwoord op Kamervragen schreef (toenmalig) minister-president Kok dat volgens de Rijksvoorlichtingsdienst met de term "de leugen regeert" niet een typering van de Nederlandse media is bedoeld. Er zou aan een in september 1996 in een dagblad verschenen column gerefereerd zijn, waarin in deze bewoordingen door de regering aan het parlement verschafte informatie werd gediskwalificeerd.
Het gesprek met koningin Beatrix vond plaats in een tijd dat het in de Nederlandse pers gonsde van de berichten dat de Kroonprins een vriendin had, Máxima Zorreguieta (inmiddels zijn echtgenote), wier vader niet van onbesproken gedrag was.

## Invloed
De uitspraak van Beatrix wordt sindsdien in Nederland vaak aangehaald als de kwaliteit van de Nederlandse journalistiek ter discussie staat.
Van 2000 tot 2009 gebruikte de omroepvereniging VARA het citaat als titel voor een televisieprogramma over journalistiek. Advocaat Bram Moszkowicz gebruikte de gevleugelde woorden in februari 2007 toen hij op een persconferentie toelichtte waarom hij de verdediging van Willem Holleeder zou staken. Hij zei die beslissing onder andere te hebben genomen naar aanleiding van de manier waarop over hem in de pers was bericht.